# Rosa komarovii
Rosa komarovii — вид рослин з родини розових (Rosaceae); ендемік Азербайджану.

## Поширення
Ендемік Азербайджану, на Великому і Малому Кавказі.
Зростає на кам'янистих схилах у середньому та верхньому поясах гір.

## Охорона
Захищений у заповіднику Гек-гель.